# (4379) Snelling
(4379) Snelling ist ein Hauptgürtelasteroid, der am 13. August 1988 von Carolyn  Shoemaker am Palomar-Observatorium entdeckt wurde.
Der Asteroid wurde nach Reginald und Heather Snelling, den Besitzern der Leigh Creek Station in South Australia, benannt.